# The Jazz Passengers
The Jazz Passengers est un groupe américain de jazz créé en 1987 par le saxophoniste Roy Nathanson (en) et le tromboniste Curtis Fowlkes (en).
Le groupe est né de l'association de Nathanson et Fowlkes, après que ceux-ci ont joué dans le groupe de John Lurie, The Lounge Lizards. Le groupe est également composé du vibraphoniste Bill Ware (en), du bassiste Brad Jones (de) et du batteur E. J. Rodriguez (sk). Le groupe fait régulièrement appel à un violoniste : Rob Thomas, Jim Nolet (en) ou, plus récemment, Sam Bardfeld.
Les guitaristes Marc Ribot et David Fiuczynski ont accompagné le groupe à ses débuts.
Le groupe a aussi joué ponctuellement avec des chanteurs, tels Deborah Harry, Jeff Buckley, Jimmy Scott, Bob Dorough (en), Elvis Costello ou Mavis Staples. Debbie Harry est devenue un membre régulier du groupe.

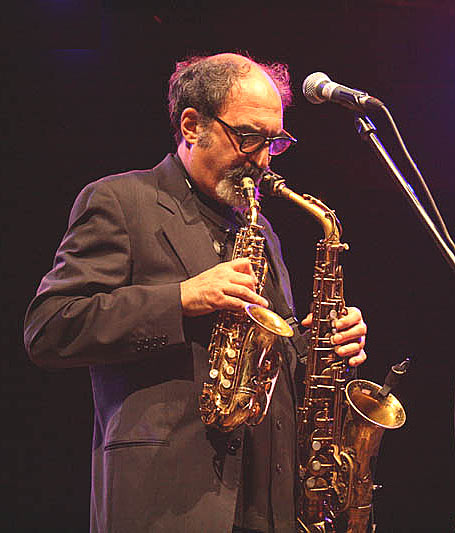
Roy Nathanson
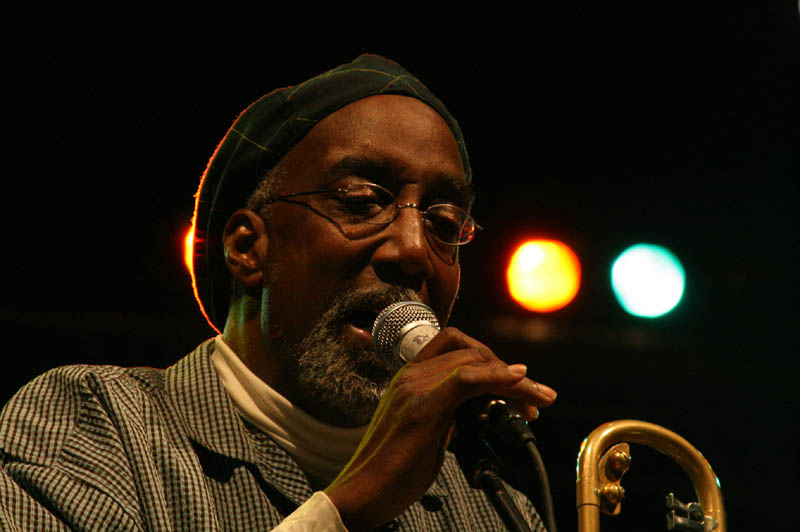
Curtis Fowlkes

## Discographie
- Broken Night Red Light (Les Disques du Crépuscule TWI 816 - 1987)
- Deranged and Decomposed (Les Disques du Crépuscule TWI 846 - 1988)
- Implement Yourself (New World Records/CounterCurrents - 1990)
- Live at the Knitting Factory (Enemy Records/Knitting Factory Works - 1991)
- Plain Old Joe (Knitting Factory Works - 1993)
- In Love (High Street Records - 1994)
- Individually Twisted (32 Records - 1996)
- Live in Spain (Les Disques du Crépuscule TWI 1054 - 1998)
- Reunited (Justin Time - 2010)